# Groupe de NGC 3370
Le groupe de NGC 3370 comprend au moins cinq galaxies situées dans la constellation du Lion. La distance moyenne entre ce groupe et la Voie lactée est d'environ 16,1 Mpc (∼52,5 millions d'al). 

## Membres
Le tableau ci-dessous liste les cinq galaxies du groupe indiquées dans l'article de A.M. Garcia paru en 1993. Abraham Mahtessian mentionne aussi ce groupe dans un article paru en 1998, mais NGC 3419A n'y figure pas.  
| Nom      | Class.       | Type                     | α (J2000.0)   | δ (J2000.0) | Vitesse radiale (km/s) | m    | Distance (Mpc) | Dimension (kal) |
| -------- | ------------ | ------------------------ | ------------- | ----------- | ---------------------- | ---- | -------------- | --------------- |
| NGC 3370 | SA(s)c       | Spirale                  | 10h 47m 04.0s | 17° 16′ 25″ | 1279 ± 4               | 11,6 | 17,9 ± 1,3     | 44              |
| NGC 3443 | SAd          | Spirale                  | 10h 53m 00.1s | 17° 34′ 25″ | 1132 ± 10              | 13,1 | 15,8 ± 1,2     | 42              |
| NGC 3454 | SB(s)c?      | Spirale barrée           | 10h 54m 29.5s | 17° 20′ 29″ | 1101 ± 1               | 13,3 | 15,4 ± 1,1     | 31              |
| NGC 3455 | (R')SAB(rs)b | Spirale intermédiaire    | 10h 54m 31.1s | 17° 17′ 05″ | 1102 ± 10              | 12,0 | 15,4 ± 1,2     | 38              |
| UGC 5945 | IBm          | Irrégulière magellanique | 10h 50m 25.5s | 17° 33′ 51″ | 1132 ± 4               | 14,4 | 15,8 ± 1,1     | 26              |

Le site DeepskyLog permet de trouver aisément les constellations des galaxies mentionnées dans ce tableau ou si elles ne s'y trouvent pas, l'outil du site constellation permet de le faire à l'aide des coordonnées de la galaxie. Sauf indication contraire, les données proviennent du site NASA/IPAC. 